# U-703
U-703 — средняя немецкая подводная лодка типа VIIC времён Второй мировой войны. Во время Второй мировой войны она действовала против союзного судоходства в Северном Ледовитом океане. Она имела гораздо больший срок службы, чем большинство других подводных лодок, в первую очередь из-за ограниченной зоны операций, в которой она сражалась. Её главной задачей во время войны была атака арктических конвоев, доставлявших грузы в Советский Союз из Великобритании. При этом она была довольно успешной в течение трёх лет рейдов до своей предполагаемой гибели в 1944 году.

## История строительства
U-703 была построена в Гамбурге на севере Германии в Северном море. Её достроили осенью 1941 года и передали под командование опытному капитану Хайнцу Бильфельду. Он взял её на отработку, в течение которой лодка проходила испытания и подготовку экипажа в Балтийском море и вокруг удерживаемых немцами берегов, а затем в апреле 1942 года был отправлен в норвежский Нарвик для первого военного патрулирования.

## История службы
Первое патрулирование закончилось безрезультатно. Во время второго патрулирования, когда U-703 действовала в составе «волчьей стаи» Strauchritter, ей было потоплено американское грузовое судно Syros, 11 человек погибли. Во время катастрофы конвоя PQ-17, U-703 потопила два одиночно идущих транспортных корабля, один из которых был ранее повреждён авиацией. Следующим потопленным лодкой кораблём стал британский эсминец HMS Somali, торпедированный в пятом боевом походе U-703 вблизи конвоя PQ-18 в сентябре.
В походах апреля и мая 1943 года лодка не достигла успехов. В течение следующих двух патрулирований, в июле и августе, под руководством нового командира Иоахима Брюннера она крейсировала в советских водах в Баренцевом море и дальше на восток, потопив 30 июля небольшой советский вооружённый траулер, а в октябре - торговое судно «Сергей Киров». Также 22 августа 1943 года лодка доставила команду немецких специалистов в залив Иноземцева (Новая Земля), где ими была установлена и запущена автоматическая метеостанция «Герхард».
U-703 продолжала действовать весной 1944 года, ей было дано задание по развёртыванию метеозондов в Арктических морях. 4 марта лодка потопила британское судно «Эмпайр Турист», ставшее единственным торпедированным транспортом из состава конвоя RA-57.
U-703 пропала без вести после 16 сентября 1944 года. 14 сентября она вышла из Нарвика в свой тринадцатый боевой поход для запуска метеозонда. В условиях шторма она погибла по неизвестной причине, никаких следов лодки и ее 54 членов экипажа обнаружено не было.

## Список потопленных судов
| Название         | Тип            | Принадлежность | Дата             | Статус    | Координаты                |
| ---------------- | -------------- | -------------- | ---------------- | --------- | ------------------------- |
| Syros            | торговое судно | США            | 26 мая 1942      | потоплено | 72°35′ с. ш. 05°30′ в. д. |
| Empire Byron     | торговое судно | Великобритания | 5 июля 1942      | потоплено | 76°18′ с. ш. 33°30′ в. д. |
| River Afton      | торговое судно | Великобритания | 5 июля 1942      | потоплено | 75°57′ с. ш. 43°00′ в. д. |
| HMS Somali (F33) | эсминец        | Великобритания | 20 сентября 1942 | потоплено | 74°40′ с. ш. 02°00′ з. д. |
| T-911 (No 65)    | траулер        | СССР           | 30 июля 1943     | потоплено | 71°07′ с. ш. 51°50′ в. д. |
| Сергей Киров     | торговое судно | СССР           | 1 октября 1943   | потоплено | 75°48′ с. ш. 83°52′ в. д. |
| Empire Tourist   | торговое судно | Великобритания | 7 марта 1944     | потоплено | 73°25′ с. ш. 22°11′ в. д. |